# 元宝山国家森林公园
元宝山国家森林公园位于中国广西壮族自治区柳州市融水苗族自治县，是柳州的一處景區，遍布苗族、瑶族、侗族的山寨。最独特的景致为高300多米、寬10多米的岩踩晕瀑布，並有千年冷杉、五针松等珍貴的植物。園中最高峰为元宝山，高2081米。